# Oemopteryx loewii
Oemopteryx loewii är en bäcksländeart som först beskrevs av Willem Albarda 1889.
Oemopteryx loewii ingår i släktet Oemopteryx och familjen vingbandbäcksländor. Inga underarter finns listade i Catalogue of Life.